# 锡尔瓦内斯
锡尔瓦内斯（法語：Sylvanès，法語發音：[silvanɛs]）是法国阿韦龙省的一个市镇，属于米约区。

## 地理
锡尔瓦内斯（43°50'3"N, 2°57'33"E）面积16.96 平方千米，位于法国奧克西塔尼大區阿韦龙省，该省份为法国南部内陆省份，位于法國中央高原南部，北起顺时针与康塔爾省、洛泽尔省、加尔省、埃罗省、塔恩省、塔恩-加龙省和洛特省接壤。
与锡尔瓦内斯接壤的市镇（或旧市镇、城区）包括：卡马雷斯、法耶、日萨克、蒙塔尼奥勒、索尔格河畔圣费利克斯。

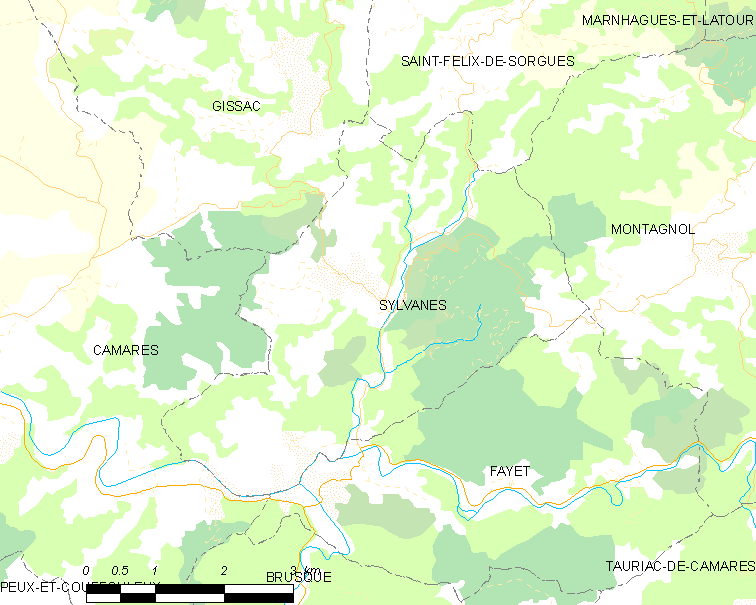
锡尔瓦内斯的OSM定位图

锡尔瓦内斯的时区为UTC+01:00、UTC+02:00（夏令时）。

## 行政
锡尔瓦内斯的邮政编码为12360，INSEE市镇编码为12274。

## 政治
锡尔瓦内斯所属的省级选区为科斯-鲁日耶县。

## 人口

1962-2008年间锡尔瓦内斯人口变化图示

锡尔瓦内斯于2022年1月1日时的人口数量为116人。